# Cristina Agüera Gago
Cristina Agüera Gago   (Badalona, 5 de novembre de 1990) és una política catalana, regidora i segona tinenta d'alcalde a l'Ajuntament de Badalona i diputada a la XV legislatura al Congrés dels Diputats pel Partit Popular.
Va néixer a Badalona el 5 de novembre de 1990. Va graduar-se en Dret i va obtenir un màster en Assessoria Fiscal i un altre en Advocacia a ESADE. Militant del Partit Popular, és regidora a l'Ajuntament de Badalona des de 2015. Persona molt propera a Xavier Garcia Albiol, el 2019 va ser nomenada portaveu del grup municipal del PP a l'Ajuntament de Badalona. El 2023 va tornar a ser candidata com a número tres a les llistes electorals a les municipals a Badalona i va ser reelegida. Amb el nou govern de majoria absoluta d'Albiol, va esdevenir segona tinenta d'alcalde i regidora de l'Àmbit d'Impuls Econòmic i de Ciutat, Treball, Cultura, Ciutadania i Govern, diverses funcions de les quals té delegades en altres regidors. El mateix any va ser inclosa com a tercera en les llistes de candidats al Congrés dels Diputats per la província de Barcelona, i va ser elegida per la XV Legislatura en les eleccions generals de 2023.